# Emir-Bucharski-Klasse
Die Emir-Bucharski-Klasse (russisch Эмир Бухарский, nach Alim Khan, dem Emir von Buchara) war eine Klasse russischer Zerstörer der Baltischen Flotte des zaristischen Russland, die noch während des Russisch-Japanischen Krieges auf Ostsee-Werften im September 1904 bestellt und dort gebaut wurden. Die Mittel zum Bau der Emir-Bucharski-Klasse stellte das „Komitee zur Verstärkung der russischen Flotte durch freiwillige Beiträge“ zur Verfügung, welches auch die Auftragsvergabe übernahm. In russischen Medien wird sie oft auch Finn (russisch Финн)-Klasse genannt.

## Entwurf
Die Boote gehörten nach Größe und Kampfkraft zu den ersten „echten“ Zerstörern der russischen Marine. Hervorstechendste Merkmale der Klasse waren der ausgeprägte Rammsteven, das abgerundete Kreuzerheck und die zwei Schornsteine mit stark achterlichem Fall. Im Ganzen stellten sie eine größere Version der in den Jahren 1898/1900 von der Schichau-Werft in Danzig gebauten Kit-Klasse dar.
Da die russischen Ostseewerften mit Rüstungsaufträgen ausgelastet und zudem die Leistungsfähigkeit der russischen Maschinenbauindustrie sehr begrenzt waren, wich die russische Marine bei ihrer Auftrags- bzw. Unterauftragsvergabe zum Teil ins Ausland aus. Wegen des Russisch-Japanischen Krieges war eine Totalfertigung im Ausland nicht möglich, da kein Staat bereit war, auf Seiten Russlands diesem Krieg beizutreten. Daher wurden renommierte Schiffbaubetriebe mit der Projekterstellung, der Kessel- und Maschinenproduktion oder dem Vorfertigen des gesamten Schiffbaumaterials beauftragt. Die Schichau-Werft lieferte sowohl die Pläne und Zeichnungen als auch die Antriebsanlagen für die Boote.
Der ursprüngliche Entwurf sah zwei 7,5-cm- und sechs 5,7-cm-Geschütze sowie eine Minenlegeeinrichtung für 20 Minen vor. Aufgrund der Kriegserfahrungen von 1904/05 wurde dann jedoch ein stärkeres Kaliber gewählt und die Bewaffnung auf zwei 10,2-cm-Geschütze verstärkt.
Eine Parallelentwicklung war die Wsadnik-Klasse der Kieler Germaniawerft, die zwei Boote selbst fertigte, Teile für zwei weitere lieferte und die Pläne für die vier ähnlichen Boote der Leitenant-Schestakow-Klasse für das Schwarze Meer erstellte. Insgesamt erhielt die russische Marine 24 ähnliche Zerstörer nach deutschen Plänen. AG Vulcan Stettin stand hinter den acht Zerstörern der Ukraina-Klasse und den vier in Finnland gebauten Zerstörern der Ochotnik-Klasse. Diese 24 Zerstörer werden von russischer Seite auch als Dobrowolez-(Freiwilliger)-Klasse bezeichnet, was den Namen des beschaffenden Komitee´s zur Verstärkung der russischen Flotte durch freiwillige Beiträge aufnimmt. Im Falle der Emir-Bucharski-Klasse wurden die Schiffe nach den Regionen bzw. Einzelspendern benannt, aus deren Spendenaufkommen für das Komitee die Schiffe erbaut wurden.

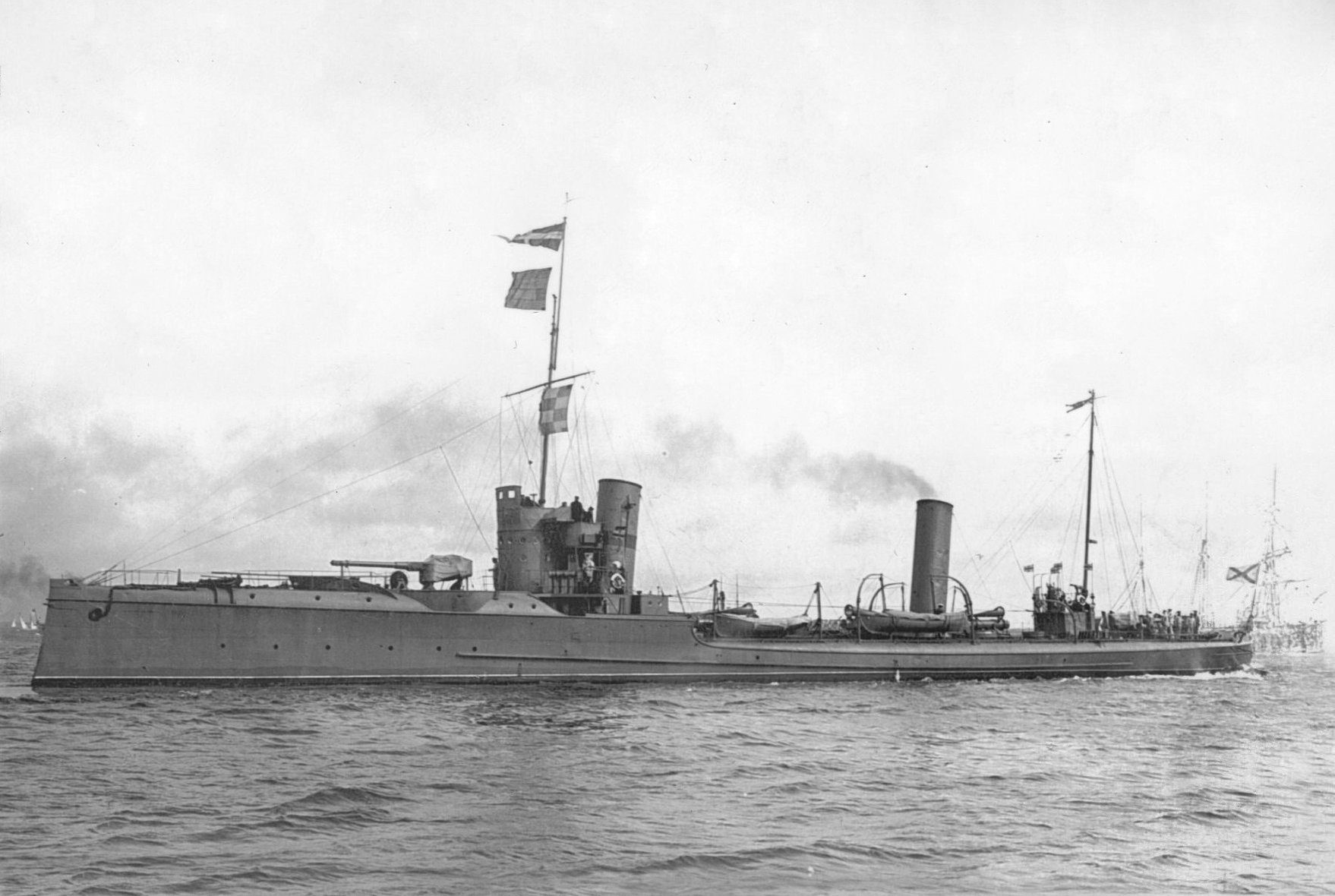
Russischer Zerstörer Finn
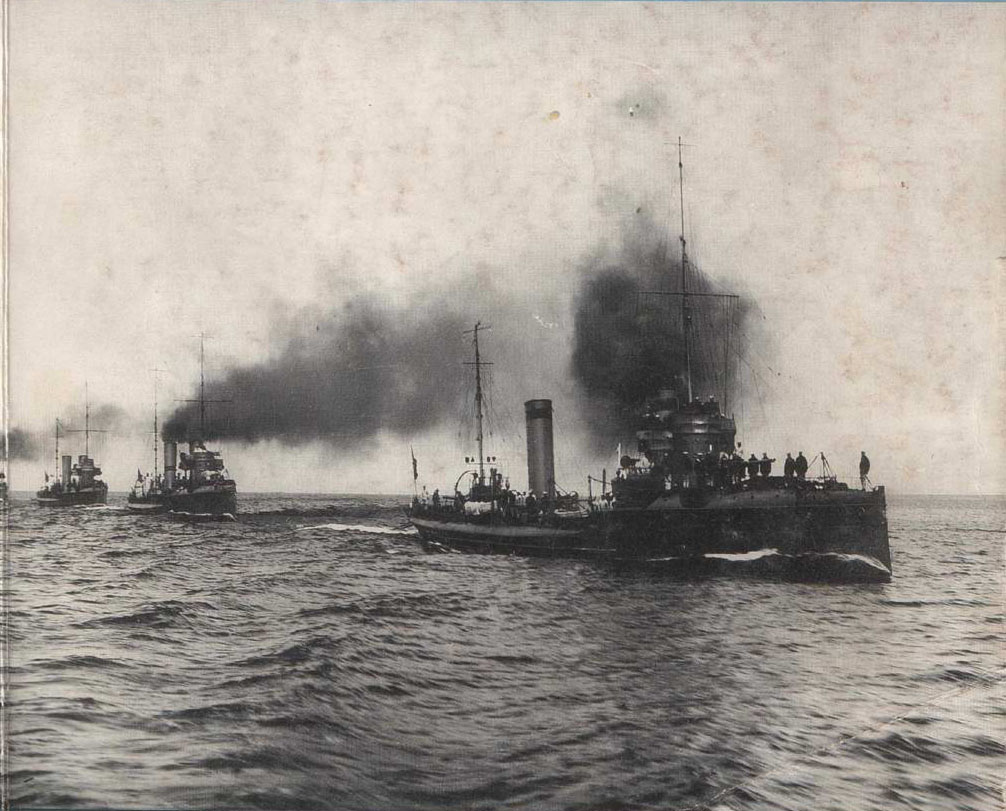
Dobrowolez, Moskowitjanin und Emir Bucharski in Kiellinie

## Boote und Schicksale
| Name                                              | Bauwerft                      | Kiellegung | Stapellauf      | Indienststellung | Verbleib |
| ------------------------------------------------- | ----------------------------- | ---------- | --------------- | ---------------- | --- |
| Emir Bucharski Jakow Swerdlow (ab 12. April 1919) | Sandvik-Werft, Helsingfors    | 1904       | 12. Januar 1905 | 28. Mai 1906     | Während des Ersten Weltkriegs diente das Boot in der Ostsee zur Bewachung der Minensperren in der Rigaer Bucht und war an den Gefechten im August 1915 und im Oktober 1917 beteiligt. Im Oktober/November 1918 verlegte das Boot über das russische Binnenwassernetz ins Kaspische Meer und nahm an den Kämpfen gegen die britische Interventionsarmee und Weiße Truppen auf der Wolga und in Aserbaidschan teil. Es wurde am 13. Juni 1923 aus dem Bestand der Flotte gestrichen und ab Dezember 1925 abgewrackt.                                                                      |
| Finn Karl Liebknecht (ab Februar 1919)            | Sandvik-Werft, Helsingfors    | 1904       | 4. April 1905   | 1906             | Während des Ersten Weltkriegs diente das Boot in der Ostsee zur Bewachung der Minensperren in der Rigaer Bucht und war an den Gefechten im August 1915 und im Oktober 1917 beteiligt. Im Oktober/November 1918 verlegte das Boot über das russische Binnenwassernetz ins Kaspische Meer und nahm an den Kämpfen gegen die britische Interventionsarmee und Weiße Truppen teil. Es wurde am 13. Juni 1923 aus dem Bestand der Flotte gestrichen und ab Dezember 1925 abgewrackt. |
| Moskowitjanin                                     | Putilow-Werft, St. Petersburg | 1904       | 20. Mai 1905    | 1906             | Während des Ersten Weltkriegs diente das Boot in der Ostsee zur Bewachung der Minensperren in der Rigaer Bucht und war an den Gefechten im August 1915 und im Oktober 1917 beteiligt. Im Oktober/November 1918 verlegte das Boot über das russische Binnenwassernetz ins Kaspische Meer und wurde dort am 21. Mai 1919 von der britischen Caspian squadron während des Seegefechts von Alexandrow versenkt. Anschließend am 10. Januar 1920 von Weißen Truppen gehoben und endgültig bei deren Abzug am 28. März 1920 in Petrowsk (heute Machatschkala) durch Artilleriefeuer zerstört. |
| Dobrowolez                                        | Putilow-Werft, St. Petersburg | 1904       | 11. Juni 1905   | 5. Juli 1906     | Während des Ersten Weltkriegs diente das Boot in der Ostsee zur Bewachung der Minensperren in der Rigaer Bucht und war an den Gefechten im August 1915 beteiligt. Es wurde am 27. August 1915 durch eine russische Mine schwer beschädigt, repariert und sank am 21. August 1916 in nur sieben Minuten nach dem Zusammenstoß mit einer Treibmine in der Irbenstraße unter Verlust von 37 Mann. |